# NGC 7578B
NGC 7578B is een elliptisch sterrenstelsel in het sterrenbeeld Pegasus. Het hemelobject werd op 18 september 1784 ontdekt door de Duits-Britse astronoom William Herschel.

## Synoniemen
- ZWG 454.24
- UGC 12478
- VV 181
- MCG 3-59-25
- Arp 170
- HCG 94B
- HCG 94A
- PGC 70934